# Krissy Badé
Krissy Badé (Parigi, 31 luglio 1980) è un'ex cestista francese.
Alta 182 cm, giocava come ala.

## Carriera
Nel 2007 è stata convocata per gli Europei in Italia con la maglia della nazionale della Francia.